# Radio Neandertal
Radio Neandertal ist ein Lokalradiosender für den Kreis Mettmann. Es ging am 15. September 1990 auf Sendung und bekam seine Lizenz von der LfM. Chefredakteurin ist Tatjana Pioschyk.

## Programm
Radio Neandertal sendet in der Woche täglich rund sieben Stunden Lokalprogramm. Dazu gehört die Morningshow „Die Zwei am Morgen“, die zwischen sechs und zehn Uhr gesendet wird und das Nachmittagsprogramm „Radio Neandertal am Nachmittag“, welches seinen Sendeplatz zwischen 15 und 18 Uhr findet. Zu jeder halben Stunde gibt es lokale Nachrichten aus dem primären Sendegebiet, dem Kreis Mettmann, der zwischen den Großstädten Düsseldorf, Wuppertal und Essen liegt und insgesamt zehn Städte umfasst. An Dienstagen geht auf Radio Neandertal des Weiteren zwischen 18 und 19 Uhr eine Sendestunde, die sich „Freifahrt“ nennt, über die Antenne. Außerdem lässt der Sender auf seinen Frequenzen gemäß den gesetzlichen Bestimmungen Bürgerfunk ausstrahlen; diesem kann man abends von 19 bis 21 Uhr lauschen. Das Restprogramm und die Nachrichten zur vollen Stunde werden vom Mantelprogrammanbieter Radio NRW übernommen. Als Gegenleistung sendet Radio Neandertal stündlich einen Werbeblock von Radio NRW. Den ganzen Tag über sendet das Lokalradio zu jeder halben Stunde drei- bis fünfminütige Lokalnachrichten. Außerdem hört man auf Radio Neandertal während des Lokalprogramms zu jeder halben und zu jeder vollen Stunde lokale Wetter- und Verkehrsinformationen.

## Persönlichkeiten
Moderatoren von Radio Neandertal sind u. a. Robin Lammerschop, Michaela Fischer, Jennifer Düe, Anna Tefert, Tatjana Pioschyk und Daniel Patano. Nachrichtensprecher sind Anna Tefert, Mirko Knappert, Philip Gercer, Mario Arlt, Ben Duven, Thorben Weierstall, Timo Sieg, Sabrina Wegner und Thomas Bertram. Reporter sind Nick Heißenberg, Thorben Weierstall und Marieke Fehse.

## Reichweite
Die technische Reichweite geht dank des kräftigen 4 kW-Senders vom exponierten Standort Langenberg weit über das Kreisgebiet hinaus. Der Empfang ist selbst am Niederrhein, im Sauerland, in der Nordeifel, sowie bis in die Region Eschweiler–Aachen möglich.
Der Lokalsender erreichte bei der E.M.A. 2006 täglich 20,6 % der Hörer im Sendegebiet.

## Unternehmen
Vermarktungsaufgaben im Bereich Radio-Werbung sind an die Pressefunk Düsseldorf GmbH, eine Tochtergesellschaft der Rheinischen Post, ausgelagert, die im Vermarktungsbereich auch weitere Lokalradios im Ballungsraum Düsseldorf betreut. Zu diesen zählen Antenne Düsseldorf, Radio 90,1 Mönchengladbach, Radio Wuppertal, Welle Niederrhein, Antenne Niederrhein, NE-WS 89.4 und Radio RSG.

## Empfang
Radio Neandertal ist im Sendegebiet über die UKW-Frequenz 97,6 MHz vom Großsender-Standort Velbert-Langenberg (Hordtberg) mit einer Sendeleistung von 4 kW im gesamten Kreisgebiet und weit darüber hinaus zu hören (Nordeifel, Sauerland, südliches Rheinland). Die große Reichweite bringt das Radioprogramm sogar bis ins nördliche Ruhrgebiet (empfangen auf der Halde Hoheward in Herten).